# 諾里斯敦 (喬治亞州)
諾里斯敦（英語：Norristown）是位於美國喬治亞州伊曼紐爾縣的一個人口普查指定地區。

## 地理
諾里斯敦的座標為32°30′25″N 82°29′39″W / 32.50694°N 82.49417°W，而該地最高點為海拔高度75米（即246英尺）。

## 人口
根據2010年美國人口普查的數據，諾里斯敦的面積為1.06平方千米，當中陸地面積為1.05平方千米，而水域面積為0.01平方千米。當地共有人口71人，而人口密度為每平方千米66人。